# Elezioni parlamentari in Danimarca del 1990
Le elezioni parlamentari in Danimarca del 1990 si tennero il 12 marzo per il rinnovo del Folketing. In seguito all'esito elettorale, Poul Schlüter, espressione del Partito Popolare Conservatore, divenne Ministro di Stato; nel 1993 fu sostituito da Poul Nyrup Rasmussen, esponente dei Socialdemocratici.

## Risultati
| Liste                         | Voti      | %     | Seggi |
| ----------------------------- | --------- | ----- | ----- |
| Socialdemocratici             | 1 211 121 | 37,38 | 69    |
| Partito Popolare Conservatore | 517 293   | 15,97 | 30    |
| Venstre                       | 511 643   | 15,79 | 29    |
| Partito Popolare Socialista   | 268 759   | 8,30  | 15    |
| Partito del Progresso         | 208 484   | 6,44  | 12    |
| Democratici di Centro         | 165 556   | 5,11  | 9     |
| Sinistra Radicale             | 114 888   | 3,55  | 7     |
| Partito Popolare Cristiano    | 74 174    | 2,29  | 4     |
| Percorso Comune               | 57 896    | 1,79  | –     |
| Alleanza Rosso-Verde          | 54 038    | 1,67  | –     |
| Altri                         | 45 586    | 1,41  | –     |
| Fær Øer e Groenlandia         | –         | –     | 4     |
| Totale                        | 3 239 662 | 100   | 179   |